# Kyōgen (álbum)
«Kyōgen» (狂言?) es el primer álbum de estudio de la cantante japonesa Ado. Lanzado el 26 de enero de 2022 por Virgin Music.

## Lanzamiento
Este es el primer álbum de estudio por la cantante japonesa, así como también su primer lanzamiento en CD. El álbum consiste de 14 canciones, incluidos 7 sencillos lanzados anteriormente durante el año 2020 y 2021, entre ellos, su sencillo debut exitoso Usseewa, que se posicionó en el primer puesto del Billboard Japan Hot 100. Después del anuncio del álbum, el último sencillo y décima canción del álbum, fue conocido como «???», hasta poco antes de su lanzamiento en que se reveló su nombre final, «Kokoro to iu na no Fukakai», escrita y compuesta por el cantante y compositor japonés Mafumafu. El 18 de enero Ado subió a YouTube el tráiler del álbum, revelando un trozo de cada canción, en el mismo orden de canciones del álbum y presentando el ícono  de cada uno de los compositores acreditados en cada canción.

## Lista de canciones
| CD / Descarga digital |                                                       |                |                 |                 |          |  |
| N.º                   | Título                                                | Letras         | Música          | Escritor(es)    | Duración |  |
| 1.                    | «Readymade» (レディメイド)                            | Surī           | Surī            | Surī            | 4:03     |  |
| 2.                    | «Odo» (踊)                                            | DECO*27        | Giga, TeddyLoid | Giga, TeddyLoid | 3:30     |  |
| 3.                    | «Domestic de Violence» (ドメスティックでバイオレンス) | Kanaria        | Kanaria         | Kanaria         | 2:38     |  |
| 4.                    | «Freedom»                                             | jon-YAKITORY   | jon-YAKITORY    | jon-YAKITORY    | 3:06     |  |
| 5.                    | «Hanabi» (花火)                                       | WhaleDontSleep | WhaleDontSleep  | WhaleDontSleep  | 3:32     |  |
| 6.                    | «Aitakute» (会いたくて)                               | Mewhan         | mikitoP         | Mewhan          | 4:55     |  |
| 7.                    | «Lucky Brute» (ラッキー・ブルート)                    | Hīragi Kirai   | Hīragi Kirai    | Hīragi Kirai    | 3:29     |  |
| 8.                    | «Gira Gira» (ギラギラ)                                | Teniwoha       | Teniwoha        | Teniwoha        | 4:36     |  |
| 9.                    | «Ashura-chan» (阿修羅ちゃん)                          | Neru           | Neru            | Neru            | 3:15     |  |
| 10.                   | «Kokoro to iu Na no Fukakai» (心という名の不可解)     | Mafumafu       | Mafumafu        | Mafumafu        | 4:29     |  |
| 11.                   | «Usseewa» (うっせぇわ)                                | syudou         | syudou          | syudou          | 3:26     |  |
| 12.                   | «Motherland» (マザーランド)                           | NILFRUITS      | NILFRUITS       | NILFRUITS       | 4:20     |  |
| 13.                   | «Kagakushū» (過学習)                                  | INE            | INE             | INE             | 3:35     |  |
| 14.                   | «Yoru no Pierrot» (夜のピエロ)                        | biz            | biz             | biz             | 3:20     |  |
| 52:14                 |                                                       |                |                 |                 |          |  |